# Électrode de travail

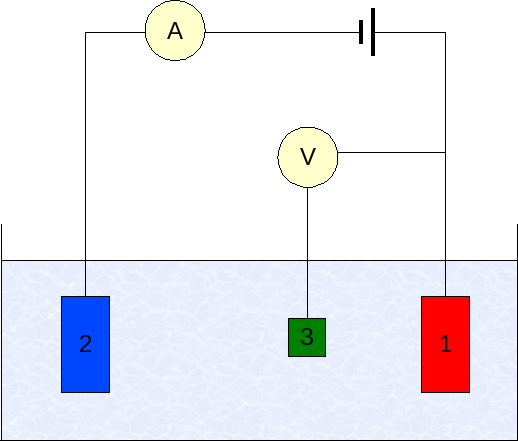
Système à trois électrodes :
1) électrode de travail
2) électrode auxiliaire
3) électrode de référence.

Une électrode de travail est une électrode dans un système électrochimique sur laquelle se produit la réaction d'intérêt,,.
L'électrode de travail est souvent utilisée avec une électrode auxiliaire et une électrode de référence dans un système à trois électrodes.
Selon que la réaction sur l'électrode est une réduction ou une oxydation, l'électrode de travail est appelée cathodique ou anodique.
Les électrodes de travail courantes peuvent être constituées de matériaux allant de métaux inertes tels que l’or, l’argent ou le platine, à du carbone inerte tel que le carbone vitreux, le diamant dopé au bore ou le carbone pyrolytique, en passant par électrodes à film et à goutte de mercure. Des électrodes modifiées chimiquement sont utilisées pour l'analyse d'échantillons organiques et inorganiques. 

## Types spéciaux
- Ultramicroélectrode (UME)
- Électrode à disque tournant RDE)
- Électrode à gouttes de mercure (DME)